# 津輕信枚
津輕信枚（日语：〔〕／ Tsugaru Nobuhira，1586年5月9日—1631年2月14日)，又名津輕信牧，津輕藩二代藩主。
信枚是津輕為信第三子，母親是側室榮源院。1596年奉父親的命令，與兄長信建、信堅一起成為吉利支丹。
1607年，津輕為信過世，由於其長子津輕信建已逝，故由信枚繼承家業。但是在第二年，家臣裡意圖擁立信建之子熊千代為家督的一派開始爭奪家督之位，津輕家差點因為這件事而崩潰。後來因為信牧向幕府進行和睦的動作，得到幕府支持，才在家督之爭裡得到勝利，也使得津輕家免於被改易的危機。
1610年，建弘前城，並製作城下町。原本的正室是石田三成的女兒辰姬，之後迎娶了德川家康的養女滿天姬為妻並改為正室，辰姬則降格。
他鞏固了津輕氏在近世大名行列中的基礎。

## 家族
- 父母 
  - 父：津輕為信
  - 母：榮源院
- 兄弟姊妹：信建、信堅、姊妹（津輕建廣妻子）、姊妹（兼子盛久妻子）
- 妻
  - 正室：滿天姫（徳川家康養女）
  - 側室：辰姫（高台院養女）
- 子女
  - 長男 信義
  - 次男 信英
  - 三男 信隆
  - 四男 佐田信光
  - 五男 為盛
  - 七男 大道寺為久
  - 九男 為節
  - 兒子 乾安俊
  - 女兒 富（津輕建定妻子）
  - 女兒 子々（杉山吉成妻子）
  - 女兒 松（富岡武兵衛妻子）
  - 女兒 古故（森岡信安妻子）
  - 養子 大道寺直秀（滿天姫與福島正之所生，後來成為大道寺直英養子）